# Dietrich von Mörner
Dietrich Mörner (um 1350) war ein brandenburgischer Kleriker.

## Leben
Dietrich Mörner wurde erstmals 1335 als Geistlicher am Hof des brandenburgischen Markgrafen Ludwig des Älteren erwähnt, stieg aber bald zum Protonotar der markgräflichen Kanzlei auf. Als Kanoniker gehörte er dem bedeutenden und in der Neumark konkurrenzlosen Kollegiatstift Soldin an, dessen innerer Verwaltung er bis 1351 als Dekan vorstand. 1352 und 1353 leitete er das Stift als Probst, erhielt aber bereits 1353 die Probstei in Bernau, die er bis 1366 innehatte.
Insbesondere ihm verdankt die Familie Mörner ihren Aufstieg innerhalb des neumärkischen Adels. Nach seinem Tod, dem Tod seines Bruders Otto und dem Übergang der Mark an Kaiser Karl IV. büßten die Mörner ihre hohe Stellung im neumärkischen Adel wieder ein, zogen sich auf ihre Güter im Oderbruch zurück und traten seitdem politisch kaum mehr in Erscheinung.